# Pressione arteriosa polmonare
La pressione arteriosa polmonare è la misura della pressione del sangue trovata nell'arteria polmonare. 
La pressione viene misurata inserendo un catetere nell'arteria polmonare, il catetere di Swan-Ganz. La pressione media si aggira intorno ai 9-18 mmHg, mentre la pressione capillare polmonare misurata nell'atrio sinistro può essere di 6-12mmHg. 
La pressione d'incuneamento può essere elevata in caso di scompenso cardiaco sinistro, stenosi mitralica e in altre condizioni, come l'anemia falciforme.
In alcune patologie la pressione in arteria polmonare può presentare importanti variazioni come nell'ipertensione polmonare dove la pressione arteriosa media supera i 20 mmHg; ciò può verificarsi per problemi cardiaci come l'insufficienza cardiaca,  o polmonari e delle vie aeree come la broncopneumopatia cronica ostruttiva, la sclerodermia o malattie tromboemboliche come l'embolia polmonare o l'anemia falciforme in cui si evidenziano formazioni emboliche.